# Podlesie (Stara Dębowa Wola)
Podlesie – część wsi Stara Dębowa Wola w Polsce, położona w województwie świętokrzyskim, w powiecie ostrowieckim, w gminie Bodzechów.
W latach 1975–1998 Podlesie administracyjnie należało do województwa kieleckiego.
Wierni Kościoła rzymskokatolickiego należą do parafii św. Antoniego w Sarnówku.